# Mark Randall
Mark Randall (* 28. September 1989 in Milton Keynes) ist ein englischer Fußballspieler.

## Karriere
Der zentrale Mittelfeldspieler, der auch auf der rechten Seite eingesetzt werden kann, unterschrieb 2006 seinen ersten Vertrag beim FC Arsenal. Zu seinem ersten bedeutenden Einsatz für die „Gunners“ kam er im Juli 2006 gegen Ajax Amsterdam. Es war das Abschiedsspiel des Holländers Dennis Bergkamp. Randall war bei den beiden Trainingslagern der Gunners in Österreich und Niederlande ebenfalls dabei. Das Pflichtspieldebüt für die erste Mannschaft der Londoner gab er am 24. Oktober 2006 im Carling Cup gegen West Bromwich Albion. Randalls Debüt in der Premier League gab er in der vierten Runde der Saison 2006/07 gegen den FC Everton. Am 8. Februar 2007 unterschrieb er seinen ersten Profivertrag beim FC Arsenal.
Am 31. Januar 2008 – dem letzten Tag der Wintertransferperiode – wechselte Randall aus Leihbasis bis zum Saisonende in die zweitklassige Football League Championship zum FC Burnley. Dort kam er in zehn Ligaspielen zum Einsatz und stand dabei in acht Spielen in der Startformation. Am 4. Mai 2008 wechselte er zurück zum FC Arsenal. Am letzten Spieltag debütierte er für die Gunners in der Premier League, als er beim 1:0-Auswärtserfolg gegen den FC Sunderland in der 81. Minute eingewechselt wurde.
Nachdem er sich bei Arsenal nicht durchsetzen konnte und bis dato lediglich zwei Ligaspiele absolvierte, wurde Randall am 15. Januar 2010 bis zum Saisonende an den Drittligisten Milton Keynes Dons verliehen. Der Mittelfeldakteur erspielte sich bei den Dons sogleich einen Stammplatz und belegte zum Saisonende mit der Mannschaft den zwölften Rang in der Football League One.